# Hersilia aoqin
Espèce
Hersilia aoqin est une espèce d'araignées aranéomorphes de la famille des Hersiliidae.

## Distribution
Cette espèce est endémique de Hainan en Chine,. Elle se rencontre dans le xian de Ledong.

## Description
Le mâle holotype mesure 3,86 mm et la femelle paratype 3,08 mm

## Systématique et taxinomie
Cette espèce a été décrite par Lin et Li en 2022.

## Étymologie
Cette espèce est nommée en référence au Roi-dragon de la mer méridionale, Aoqin.

## Publication originale
- Lin & Li, 2022 : « Taxonomic notes on seven species of the family Hersiliidae (Arachnida: Araneae) from China and the Philippines. » Zoological Systematics, vol. 47, no 2, p. 132-145.